# Pawschinski-Brücke
Die Pawschinski-Brücke (russisch Павшинский мост) ist eine Fußgängerbrücke über die Moskwa in Krasnogorsk, Oblast Moskau, Russland. Sie verbindet den in den letzten 20 Jahren angelegten Stadtteil Pawschinskaja Poima mit dem ebenso neuen Einkaufs-, Ausstellungs- und Geschäftszentrum Crocus City und der Station Mjakinino der Moskauer Metro (Arbatsko-Pokrowskaja-Linie).
Die Schrägseilbrücke ist zwischen den Widerlagern 363 m lang. Ihre elegant gewölbte, 5 m breite Brückentafel überquert die Moskwa in 14,5 m Höhe. Sie hängt mit jeweils 28 Schrägseilen an den beiden am Ufer stehenden, stählernen, A-förmigen, 41 m hohen Pylonen, die untereinander einen Abstand von 173 m haben. Zwischen dem Pylon und den Wohngebäuden auf dem Foto befindet sich eine Grünanlage, der Abstand beträgt etwa 200 m.
Die Brückentafel ist eine Verbundkonstruktion aus einem stählernen Trägerrost und einer Stahlbetonplatte. Der Trägerrost wurde stückweise auf einem Lehrgerüst montiert. Die beiden 170 t schweren Pylone wurden fertig montiert mit einem Mobilkran eingehoben.
Der Entwurf der Brücke wurde von Institute Giprostroymost Saint Petersburg erstellt.
Der Bau begann 2013 und war 2015 abgeschlossen. Die Brücke durfte aber schon Ende 2014 benutzt werden.